# أفضل 100 لاعب كرة قدم في العالم من الغارديان

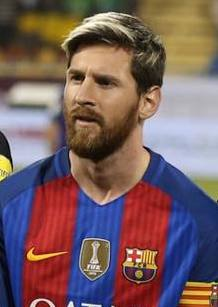
الأرجنتيني ليونيل ميسي هو أكثر من فاز بالجائزة برصيد 6 انتصارات بشكل عام.

أفضل 100 لاعب كرة قدم في العالم من الغارديان هي قائمة بأعظم لاعبي كرة القدم الذكور تنشرها سنويًا صحيفة الغارديان البريطانية. يتم تحديد الفائز من قبل لجنة من الخبراء من عدة دول في جميع أنحاء العالم، من خلال إجراءات التصويت.
منذ إنشائها في عام 2012، فاز الأرجنتيني ليونيل ميسي بالجائزة 6 مرات، بينما فاز بها البرتغالي كريستيانو رونالدو مرتين.
وفاز بها لاعب خط الوسط الكرواتي لوكا مودريتش والمهاجم البولندي روبرت ليفاندوفسكي مرة واحدة لكل منهما.
كان ميسي هو الفائز الأول في عام 2012، بعد أن حصل على نسبة قياسية 100٪ من لجنة التصويت.

## قائمة الفائزين
| العام | اللاعب                | النادي           |
| ----- | --------------------- | ---------------- |
| 2012  | ليونيل ميسي           | برشلونة          |
| 2013  | ليونيل ميسي           | برشلونة          |
| 2014  | كريستيانو رونالدو     | ريال مدريد       |
| 2015  | ليونيل ميسي           | برشلونة          |
| 2016  | كريستيانو رونالدو     | ريال مدريد       |
| 2017  | ليونيل ميسي           | برشلونة          |
| 2018  | لوكا مودريتش          | ريال مدريد       |
| 2019  | ليونيل ميسي           | برشلونة          |
| 2020  | روبرت ليفاندوفسكي     | بايرن ميونخ      |
| 2021  | روبرت ليفاندوفسكي (2) | بايرن ميونخ      |
| 2022  | ليونيل ميسي (6)       | باريس سان جيرمان |
| 2023  | إيرلينغ هالاند        | مانشستر سيتي     |
| 2024  | رودري                 | مانشستر سيتي     |

## حسب اللاعب
| اللاعب            | الفوز |
| ----------------- | ----- |
| ليونيل ميسي       | 6     |
| كريستيانو رونالدو | 2     |
| روبرت ليفاندوفسكي | 2     |
| إيرلينغ هالاند    | 1     |
| لوكا مودريتش      | 1     |
| رودري             | 1     |